# أنطوني غرافتون
أنطوني گرافتون (بالإنجليزية: Anthony Grafton)، أو أنطوني ت. گرافتون هو أحد أبرز مُؤرخي مرحلة أوائل العُصور الحديثة في أوروپَّا، وأُستاذٌ مُحاضر في جامعة پرنستون. وهو أيضًا عُضوٌ في الأكاديميَّة البريطانيَّة، وحائزٌ على جائزة بالزان التي تُقدَّم للأشخاص أو المؤسسات التي قامت بإنجازٍ مُميَّز وملحوظ في مجالات العُلوم الإنسانيَّة والطبيعيَّة والأنشطة الثقافيَّة. كذلك، تولّى گرافتون رئاسة الجمعيَّة الأمريكيَّة التأريخيَّة مُنذُ شهر كانون الثاني (يناير) 2011م إلى كانون الثاني (يناير) 2012م.

## بداياته ودراسته
وُلد گرافتون في نيو هيڤن، بِولاية كونيتيكت الأمريكيَّة يوم 21 أيَّار (مايو) سنة 1950م، وتلقّى تعليمه المدرسي في أكاديميَّة فيلپس. بعد إنهاءه المرحلة المدرسيَّة، دخل گرافتون جامعة شيكاغو وتخرَّج منها حاملًا شهادة البكالوريوس في التاريخ سنة 1971م، وماجستير في الفُنون سنة 1972م. وكان قد حاز على مرتبة «فاي بتَّا كاپَّا» (ΦΒΚ) الشرفيَّة في العُلوم الإنسانيَّة سنة 1970م، إلى جانب مراتب شرفيَّة كثيرة أُخرى من جامعته. إلتحق بعد ذلك بكُليَّة لندن الجامعيَّة حيثُ تابع تحصيله العلمي تحت إشراف مؤرِّخ العُصور القديمة الشهير آرنالدو موميليانو، واستمرَّت دراسته مُنذُ سنة 1973م إلى سنة 1974م. وفي سنة 1975م حصل على شهادة الدكتوراة من جامعة شيكاغو. ما زال گرافتون يحتفظُ بِصلاتٍ مع قسمٍ من أعضاء مؤسسة واربرگ في جامعة لندن.

## مسيرته المهنيَّة
أمضى گرافتون فترةً قصيرةً من الزمن كأُستاذٍ مُحاضرٍ في كُليَّة التاريخ بجامعة كورنيل، ثُمَّ تمَّانتقل إلى بجامعة پرنستون سنة 1975م واستمرَّ يُحاضرُ هُناك. عمل في تحرير «نشرة تاريخ الأفكار» (بالإنگليزيَّة: Journal of the History of Ideas) بالتشارك مع ثلاثة من زُملائه، بدايةً من سنة 2007م وحتَّى الوقت الحاضر.

## أعماله
يشتهر أنطوني گرافتون بأعماله التي تتناول التُراث الكلاسيكي للفترة المُمتدَّة من عصر النهضة الأوروپيَّة وُصولًا إلى القرن الثامن عشر الميلاديّ، وفي مجال تاريخ علم التأريخ، وقد ألَّف كُتبًا كثيرةً تناولت مواضيع مُختلفة، من أبرزها: دراسةٌ مُعمَّقة عن التاريخ والتسلسل الزمني لِحياة أحد أبرز مؤرخي أواخر عصر النهضة، ألا وهو جوزف اسكاليجيه (مُجلَّدان، 1983–1993م)، ودراسة بشأن إعادة النظر في النظام التعليمي الذي كان معروفًا خِلال عصر النهضة (بالتعاون مع ليزا جاردين، تحت عنوان «From Humanism to the Humanities»، طُبع سنة 1986م)، ودراساتٌ عن الفلكيّ جيرولامو كاردانو (1999م) وعن العالم ليون باتيستا ألبيرتي (2000م). كذلك، فقد شارك في كتابة مقالة عن هوامش الكاتب والعالم الإنگليزي جبرائيل هارڤي، التي تُعتبر إحدى أساسيَّات الحقل الاختصاصي التاريخي الجديد، وهو تاريخ القراءة.
يُعتبرُ عمله حامل عنوان «المُدافعون عن النص» (بالإنگليزيَّة: Defenders of the Text) إصدار سنة 1991م أحد أهم أعماله على الإطلاق، إذ ربط فيه بين البُحوث والعُلوم في فترة أوائل العُصور الحديثة، ودافع عن الصلة بين البحث التاريخي والعلوم الطبيعيَّة، وكرر ذلك بشكلٍ مُوسَّع في مؤلَّفٍ آخر يحمل عنوان «عوالم صُنعت بالكلمات» (بالإنگليزيَّة: Worlds Made by Words). يُعتبرُ عمله الأكثر رواجًا هو كتابه حامل عنوان «مُلاحظة سُفليَّة: تاريخٌ مُثيرٌ للفضول» (بالإنگليزيَّة: The Footnote: A curious history)، وفيه يتحدَّث عن تاريخ التأريخ، وقد تُرجم كتابه إلى الألمانيَّة تحت عنوان «Die Tragischen Ursprünge der deutschen Fußnote». كذلك، فهو يكتب في مواضيع وشؤون مُختلفة في مجلَّاتٍ ونشراتٍ علميَّة مُختلفة، منها: ذا نيو ريپبلك، وذا أمريكان سكولار، ونيويورك ريڤيو أوف بوكس.

## جوائز وتشريفات
- جائزة لوس أنجلوس تايمز للكتب، في التاريخ، 1993م.
- جائزة بالزان في تاريخ الإنسانيَّات، 2002م.
- شهادة شرفيَّة من جامعة ليدن، 2006م.[4]
- جائزة سيگموند هـ. دانزيگر الابن، جامعة شيكاغو، 2011م.

## منشوراتٍ مُختارة

### كُتب
- Joseph Scaliger: A Study in the History of Classical Scholarship, Oxford-Warburg Studies (Oxford: Oxford University Press, 1983–1993).
- with Lisa Jardine, From Humanism to the Humanities. Education and the Liberal Arts in Fifteenth- and Sixteenth-Century Europe (London: Duckworth, 1986). ISBN 0-7156-2100-9
- Forgers and Critics. Creativity and Duplicity in Western Scholarship (Princeton: Princeton University Press, 1990).
- Defenders of the Text: The Traditions of Scholarship in the Age of Science, 1450-1800 (Cambridge, MA: Harvard University Press, 1991).
- Commerce with the Classics: Ancient Books and Renaissance Readers (Ann Arbor: University of Michigan Press, 1997).
- The Footnote: A Curious History (Cambridge, MA: Harvard University Press, 1997).
- Cardano's Cosmos : The Worlds and Works of a Renaissance Astrologer (Cambridge, MA: Harvard University Press, 1999).
- Leon Battista Alberti: Master Builder of the Italian Renaissance (Cambridge, MA: Harvard University Press, 2000).
- Bring Out Your Dead: The Past as Revelation (Cambridge, MA: Harvard University Press, 2001).
- What Was History?: The Art of History in Early Modern Europe (Cambridge: Cambridge University Press, 2006).
- with Megan Hale Williams, Christianity and the Transformation of the Book: Origen, Eusebius, and the Library of Caesarea (Cambridge, MA: Harvard University Press, 2006).
- Codex in Crisis (New York: The Crumpled Press, 2008). Video: Anthony Grafton: Codex in Crisis على يوتيوب, Authors@Google, February 12, 2009.
- with Brian A. Curran, Pamela O. Long, and Benjamin Weiss, Obelisk: A History (Cambridge, MA: Burndy Library and MIT Press, 2009).
- Worlds Made by Words (Cambridge, MA: Harvard University Press, 2009). Review by Véronique Krings, Bryn Mawr Classical Review 2009.09.32
- (with Joanna Weinberg)"I Have Always Loved the Holy Tongue": Isaac Casaubon, The Jews, and a Forgotten Chapter in Renaissance Scholarship (Cambridge, MA: Harvard University Press, 2011).

### مقالات
- Anthony Grafton at The New York Review of Books